# Precision Approach Path Indicator
Precision Approach Path Indicator (PAPI) är ett visuellt hjälpmedel för piloter. 

Systemet består av vita och röda ljus placerade på marken vid landningsbanans början och med hjälp av dessa kan en pilot avgöra sin position i höjdled relativt den avsedda glidbanan, vanligtvis omkring 3 graders lutning ner mot banan. 
Om piloten ser två röda och två vita är flygplanet på glidbanan. Är det fler röda än vita är det under och fler vita än röda är det över glidbanan. Lamporna ändrar inte färg i sig, utan lamporna på marken är riktade i olika vinkel.